# Náměstí Hrdinů (Budapešť)

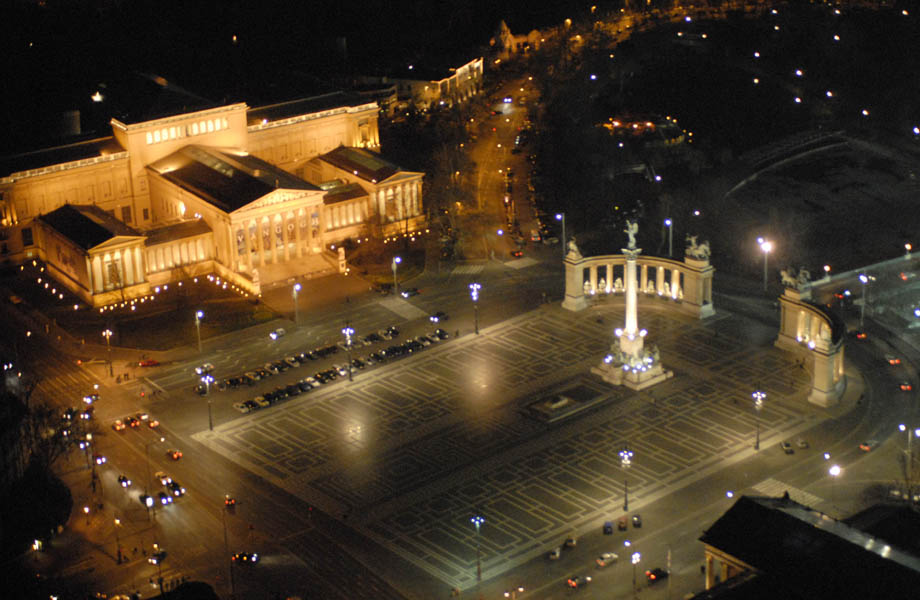
Letecký pohled na náměstí v noci

Náměstí Hrdinů (maďarsky Hősök tere) je jedno z hlavních náměstí Budapešti. Leží mezi Andrássyho třídou (Andrássy út), součástí Seznamu světového dědictví UNESCO, vedoucí z Vnitřního města, a Městskými sady (Városliget). Vybudování náměstí je spojeno s oslavami tisíciletí od obsazení Karpatské kotliny Maďary (honfoglalás) roku 1896. Pod náměstím nalezneme stejnojmennou stanici metra.

## Historie
Když byl Památník Tisíciletí původně postaven, Uhersko bylo součástí Rakousko-uherské monarchie, a proto bylo pět posledních míst pro sochy na levé straně kolonády vyhrazeno členům vládnoucí habsburské dynastie. Zleva doprava zde byli: Ferdinand I. (reliéf: Obrana hradu v Egeru), Leopold I. (reliéf: Evžen Savojský poráží Turky u Zenty), Karel III., Marie Terezie (reliéf: Uherský sněm vyjadřuje podporu Marii Terezii přísahou „vitam et sanguinem“ v Prešpurku 11. září 1741) a František Josef (reliéf: František Josef korunován Gyulou Andrássym). Pomník byl poškozen během druhé světové války a při rekonstrukci byli Habsburkové nahrazeni současnými postavami.

## Pamětihodnosti
Příčně k hlavní ose (Andrássyho třída — Městské sady), na níž leží také tzv. jubilejní trasa budapešťské podzemní dráhy, se nacházejí reprezentativní budovy Muzea krásných umění (Szépművészeti Múzeum, z let 1900–1906) na severozápadní straně a Domu umění (Műcsarnok, z roku 1895) na straně jihozápadní.

### Památník Tisíciletí

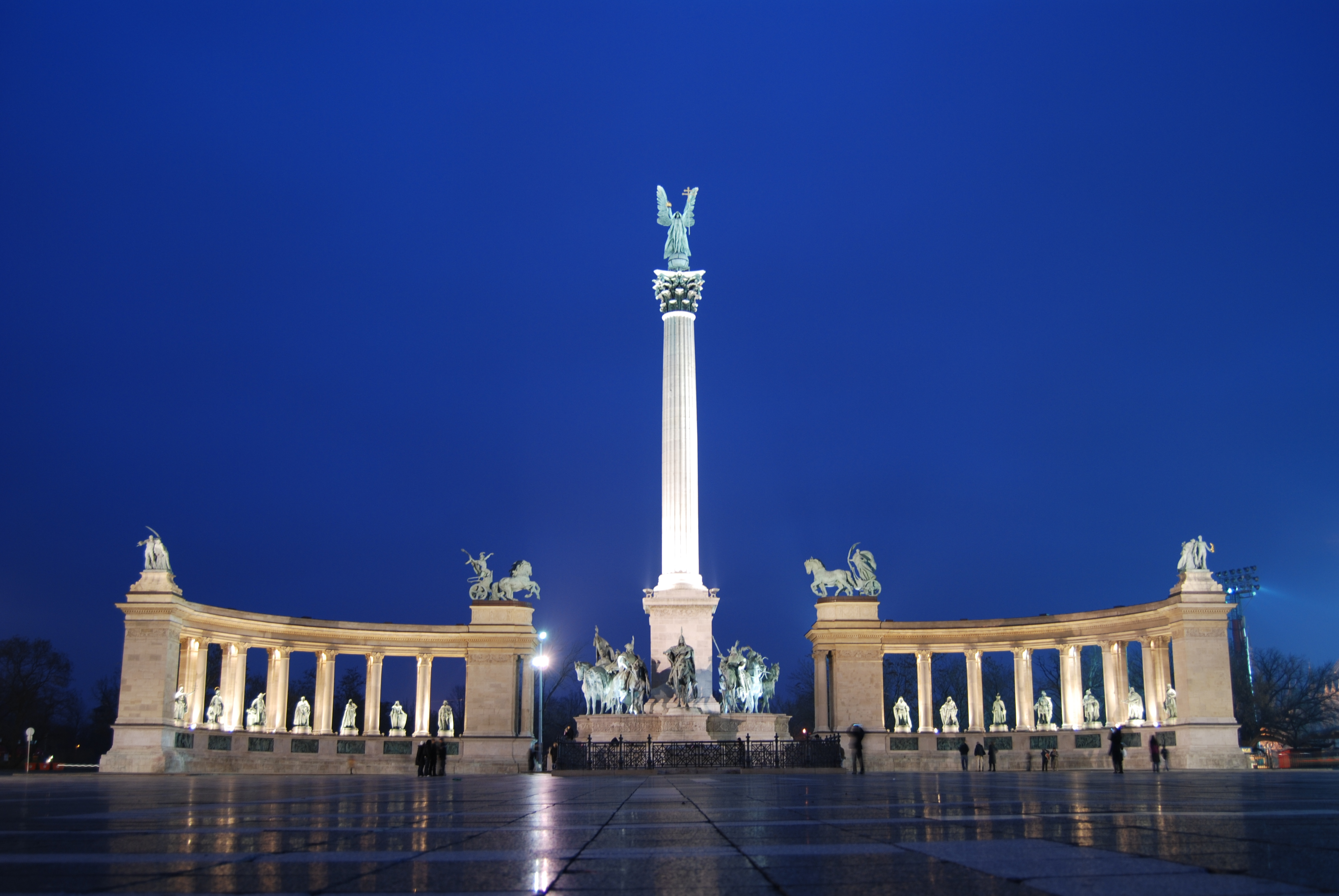
Památník Tisíciletí (Millenniumi emlékmű)

Hlavní dominantou náměstí je Památník Tisíciletí (Millenniumi emlékmű) orientovaný k ústí Andrássyho třídy. Skládá se z 36 metrů vysokého sloupu se sochou archanděla Gabriela na vrcholu a jezdeckými sochami knížete Arpáda a šesti kmenových knížat při patě, a kolonády se 14 sochami představující jakýsi pantheon uherských dějin. Zpodobeno je zde osm významných uherských předhabsburských králů a pět vůdců protihabsburských povstání:
| Levé křídlo: - Štěpán I. Uherský († 1038) - Ladislav I. Svatý († 1095) - Koloman Uherský († 1116) - Ondřej II. († 1235) - Béla IV. († 1270) - Karel I. Robert († 1342) - Ludvík I. Veliký († 1382) | Pravé křídlo: - Jan Hunyadi († 1456) - Matyáš Korvín († 1490) - Štěpán Bočkaj († 1606) - Gabriel Betlen († 1629) - Imre Thököly († 1705) - František II. Rákóczi († 1735) - Lajos Kossuth († 1894) |

## Fotogalerie

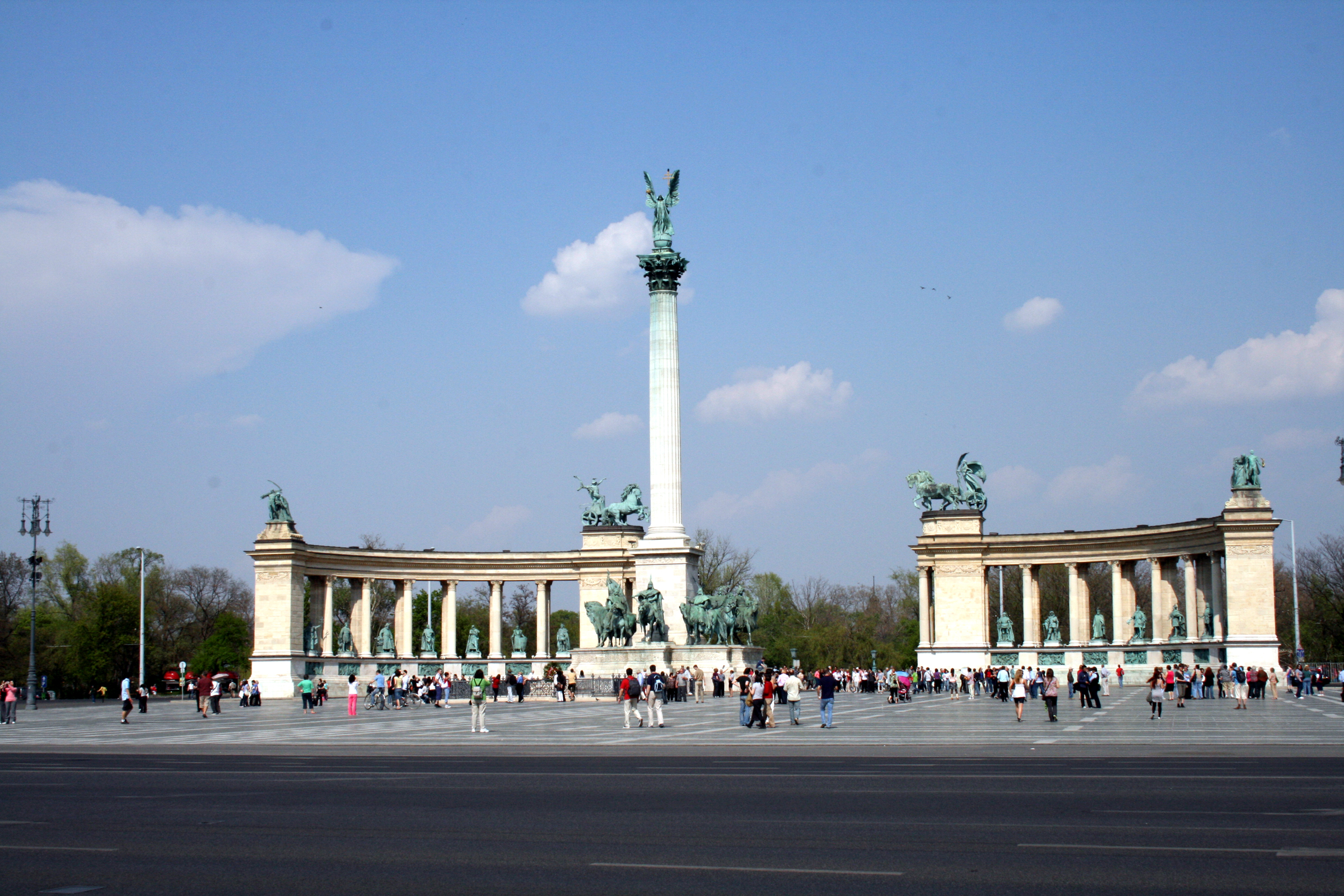
Památník millenia
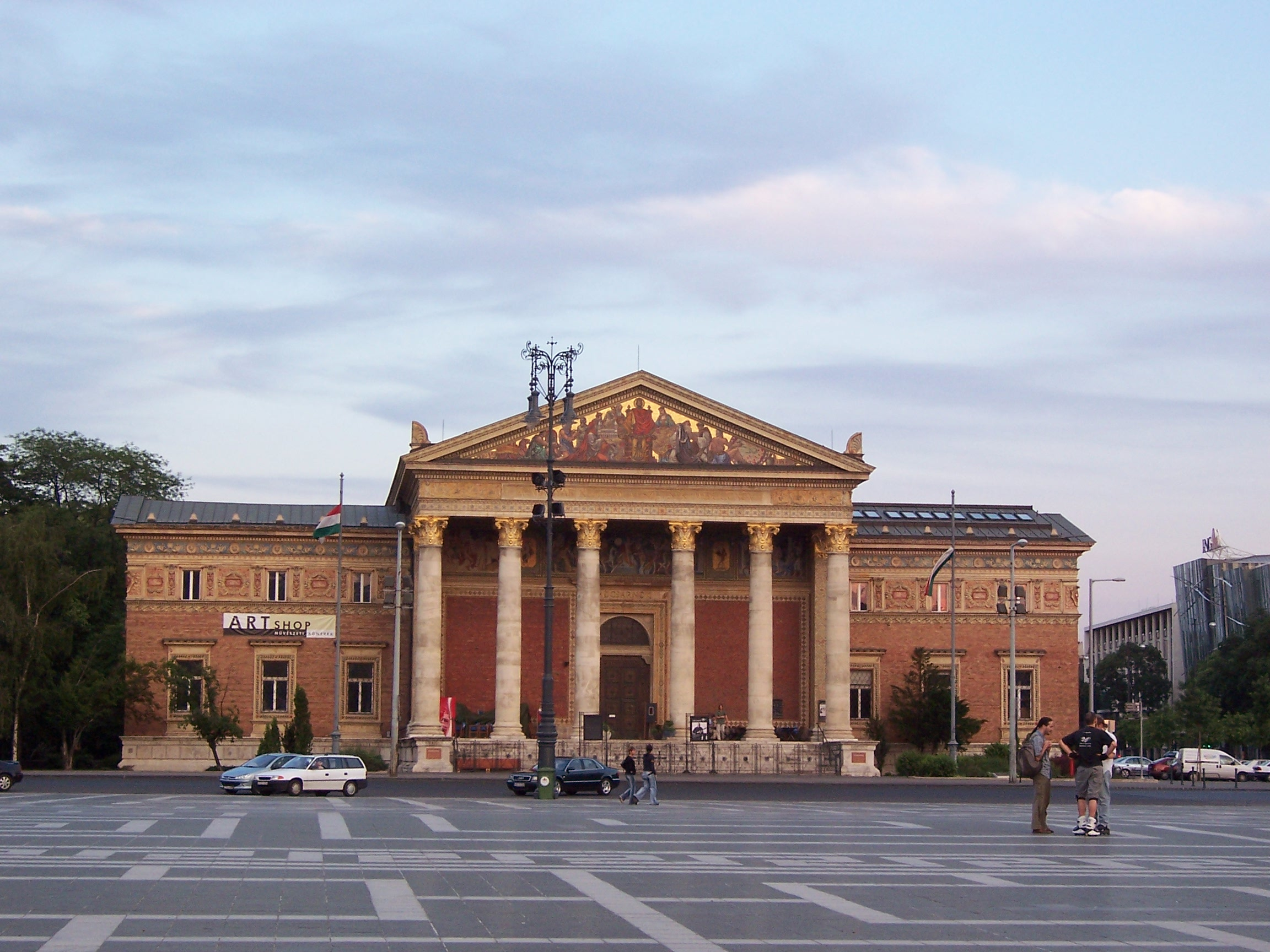
Dům umění
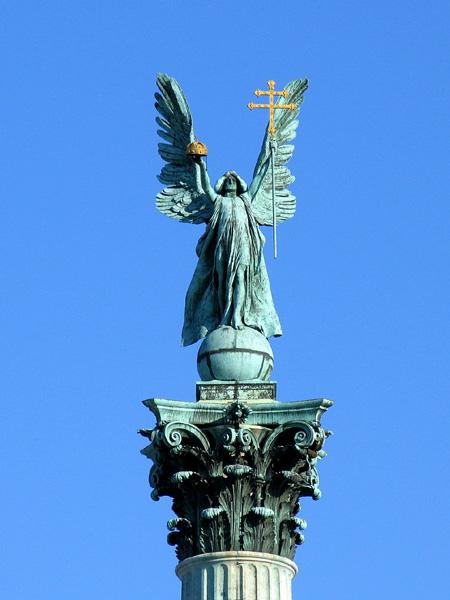
Socha archanděla Gabriela se svatoštěpánskou korunou a křížem
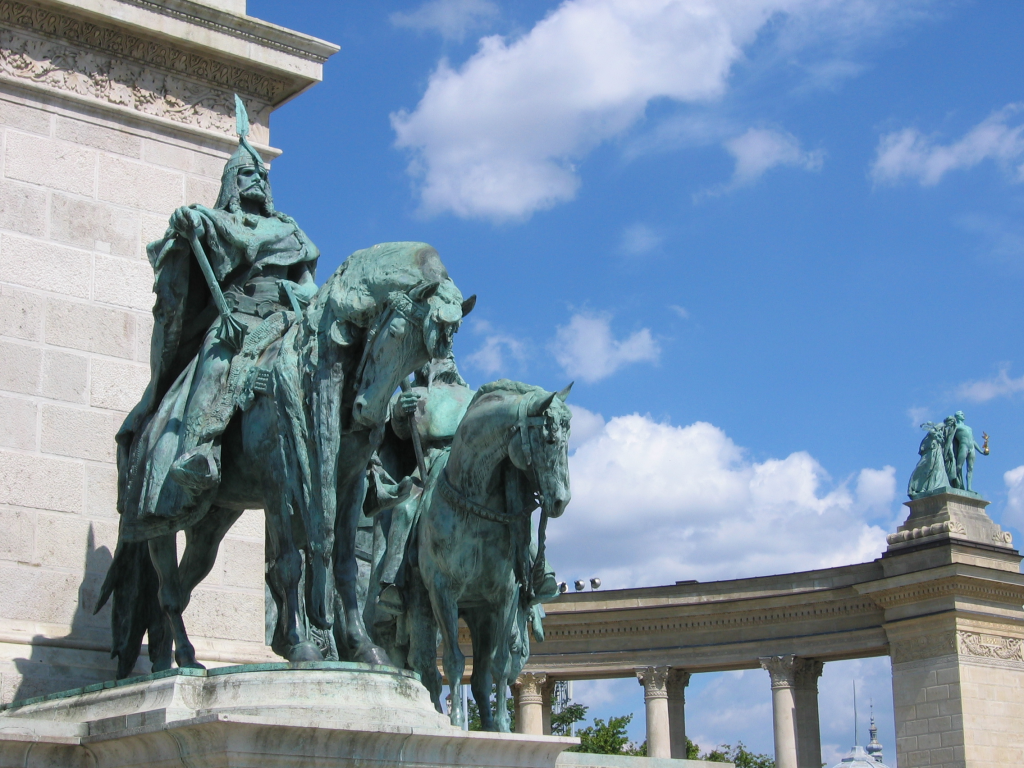
Socha knížete Arpáda
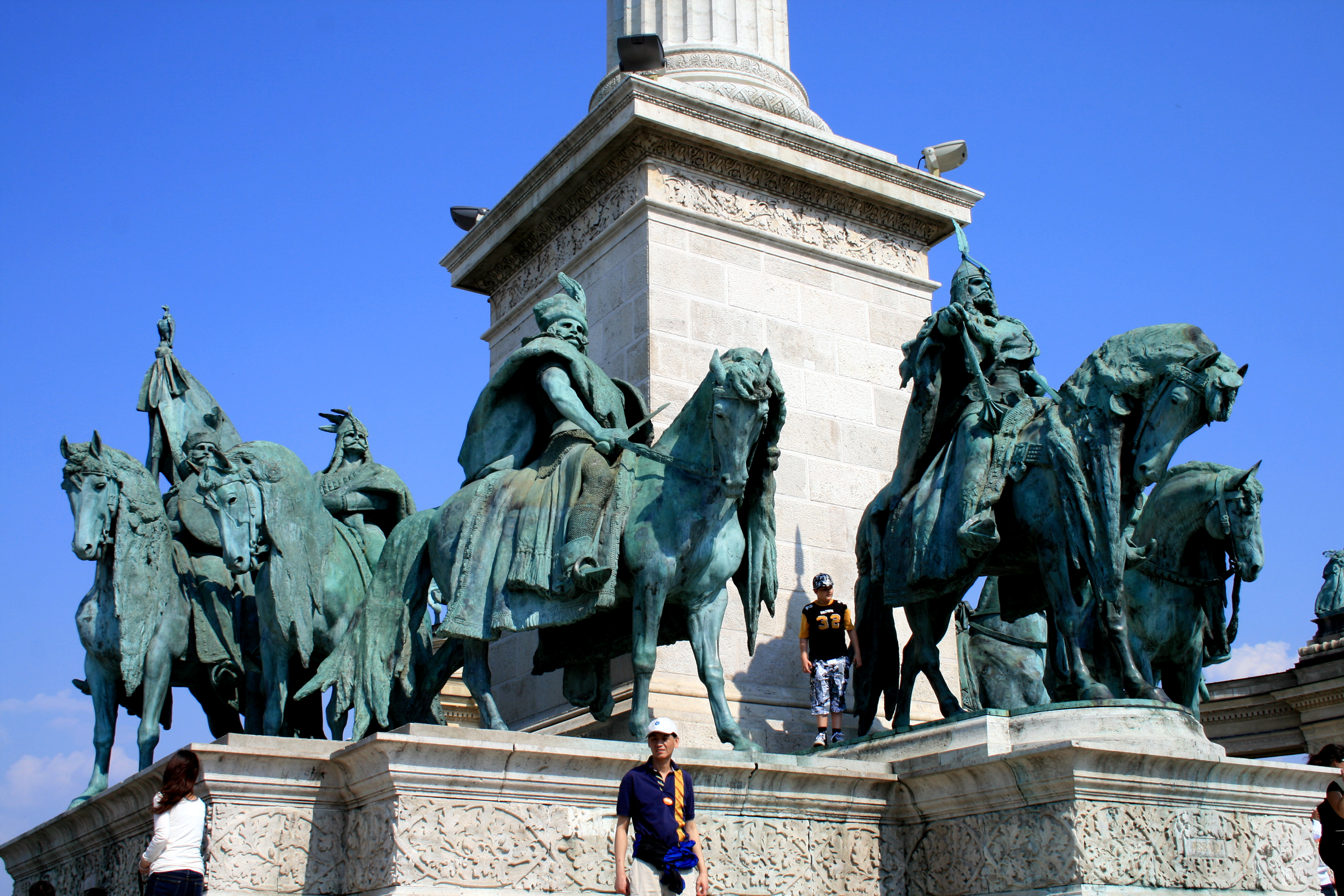
Sedm náčelníků, centrální sousoší pod sloupem